# Théophile de Viau
Pour les articles homonymes, voir Viau.
Théophile de Viau, né en avril 1590 au domaine de Boussères en Agenais et mort le 25 septembre 1626 à Paris, est un poète et dramaturge français.
Poète le plus lu au XVIIe siècle, il sera oublié à la suite des critiques des Classiques, avant d'être redécouvert par Théophile Gautier.
Depuis le XXe siècle, Théophile de Viau est défini comme un auteur baroque et libertin. Les témoignages de ses contemporains convergent également pour indiquer que Théophile de Viau était bisexuel.
Bien qu’un moment protégé du roi Louis XIII, il a vécu en exil et a été emprisonné : on lui reprochait, sur la base de poèmes obscènes qu'il avait écrits pour le Parnasse satyrique et son amour pour Jacques Vallée, sieur des Barreaux, d'avoir des relations homosexuelles et un esprit irréligieux. Il fut condamné à mort pour libertinage mais réussit à fuir, avant de se faire rattraper et emprisonner. Il mourut des suites des conditions de son emprisonnement à la Conciergerie.

## Biographie
Théophile de Viau nait à Boussères de Mazères, à l'époque en limite intérieure du duché d' Aiguillon et aujourd'hui sur la commune de Port-Sainte-Marie, dans une famille protestante. Sa naissance religieuse a lieu à Clairac, cité huguenote. Il suit des études à l’académie protestante de Saumur et à l'université de Leyde, où il fréquente notamment le futur épistolier et essayiste Guez de Balzac. Il se joint ensuite, dans les années 1611–1613, à une troupe de théâtre ambulant, puis s'installe à Paris en 1615, où il mène joyeuse vie tout en devenant un brillant poète de cour. Alors qu'il est au service du comte de Candale, il prend part de 1615–1616 au conflit qui oppose le parti auquel appartient son protecteur à Louis XIII et, surtout, à son favori, le comte de Luynes. Pardonné après la guerre, il reprend sa vie de brillant poète de cour. Il entre en contact avec les idées épicuriennes du philosophe italien Giulio Cesare Vanini qui remet en cause l'immortalité de l'âme, mais sa conversion au catholicisme ne l'empêche nullement, selon ses accusateurs et l'essentiel de la critique littéraire, de rester libertin d'esprit et de cœur.[réf. nécessaire]
Il est banni de France en 1619, accusé d'irréligion et d'avoir des « mœurs indignes. » Ce bannissement était peut-être également  politique, lié au conflit qui opposait son protecteur, le comte de Candale, au comte de Luynes, et aux pamphlets contre ce dernier, auxquels il était soupçonné d'avoir pris part.
En 1620, après avoir voyagé en Angleterre, il revient à la cour. 
En mai 1621, lors de la campagne de Rohan destinée à reprendre en main les places fortes protestantes, Théophile est mandaté par le roi pour sonder discrètement ses concitoyens de Clairac sur leurs dispositions. La Bibliothèque nationale de France conserve une quittance qui garde trace de cette mission : " Je Théophile de Viau professeur en langues confesse avoir eu et receu comptant de Mr Raymond Phélypeaux, Sieur de Herbault, conseiller du Roy en son conseil d'Estat et trésorier de son Espargne la somme de six cens livres à moy ordonnée par Sa Majesté pour le voiage qu'elle m'a commandé faire en dilligence et sur chevaux de poste de Nyort à Clérac pour affaires importans son service et pour mon retour vers Elle à pareille dilligence.  De laquelle somme de vi C livres je me tiens pour content et bien payé, en ay quicté et quicte led. Sieur de Herbault trésorier de l'Espargne susd. et tous autres. Tesmoing mon seing manuel cy mis. Le xxviii jour de may mil six cens vingt-ung. THEOPHILE" (transcription de Daniel Christiaens). Parmi les futurs assiégés figure son frère, le capitaine Paul de Viau.  

C'est à la suite du siège de Clairac (juillet-août 1621) qu'il écrit son fameux sonnet à Philis qui évoque cet épisode militaire : 

Sacrés murs du Soleil où j'adorai Philis,  
Doux séjour où mon âme était jadis charmée, 
Qui n'est plus aujourd'hui sous nos toits démolis, 
Que le sanglant butin d'une orgueilleuse armée,

Ornements de l'autel qui n'êtes que fumée, 
Grand temple ruiné, mystères abolis, 
Effroyables objets d'une ville allumée, 
Palais, homme, chevaux, ensemble ensevelis,

Fossés larges et creux tous comblés de murailles, 
Spectacles de frayeur, de cris, de funérailles, 
Fleuve par où le sang ne cesse de courir,

Charniers où les corbeaux et loups vont tous repaître, 
Clairac pour une fois que vous m'avez fait naître, 

Hélas ! combien de fois me faites-vous mourir !
Quelques mois plus tard, à la publication sous son nom de poèmes licencieux dans le recueil le Parnasse satyrique en 1622, il est, sur dénonciation des jésuites, condamné à apparaître nus pieds devant Notre-Dame de Paris pour y être brûlé vif en 1623. La sentence est exécutée en effigie tandis que Théophile se cache. Arrêté alors qu'il tentait de passer en Angleterre, il est emprisonné à la Conciergerie pendant près de deux années tandis que le père Garasse se livre à une véritable analyse de texte de ses poèmes pour obtenir sa condamnation à mort en prouvant qu’il y a glissé des allusions à la sodomie. Pas moins de cinquante-cinq brochures sont éditées pour et contre Théophile à l'occasion de cette affaire qui mobilise les intellectuels et les écrivains de l’époque. Pendant ce temps, Théophile rédige Plainte de Théophile à son ami Tircis, reprochant à un ami (peut-être Jacques Vallée des Barreaux, qui ne semble d'ailleurs pas l'avoir abandonné), son peu d’empressement à le tirer d’affaire. Sa sentence ayant été commuée en arrêt d'exil perpétuel, Théophile, miné par son séjour en prison, passe les derniers mois de sa vie à Chantilly sous la protection du duc de Montmorency.
On lui doit des pièces de théâtre, dont la tragédie Les Amours tragiques de Pyrame et Thisbé qui, donnée en 1621, remporta un vif succès. Elle est restée involontairement célèbre pour le double sens permis par le vers « Il en rougit, le traître ! », phrase prononcée en fait par l'infortunée Thisbé, contemplant le poignard avec lequel son amant Pyrame vient de se suicider :
Ah ! voici le poignard qui du sang de son maître

S’est souillé lâchement. Il en rougit, le traître !
Edmond Rostand a repris ce vers dans Cyrano de Bergerac :
Enfin parodiant Pyrame en un sanglot :

Le voilà donc ce nez qui des traits de son maître

A détruit l'harmonie ! Il en rougit, le traître !
Fidèle à l'esthétique baroque, il s'est montré, dans sa poésie (poèmes lyriques, sonnets, odes et élégies satiriques), résolument hostile aux nouvelles contraintes classiques imposées par Malherbe. Ce refus de se plier à l’ordre nouveau lui a valu d’être éreinté par Boileau :
Tous les jours à la Cour un sot de qualité

Peut juger de travers avec impunité,

À Malherbe, à Racan, préférer Théophile
Sa pièce Un corbeau devant moi croasse, qui dépeint une scène fantastique de tonnerre, de serpents et de feu, montre qu’il était demeuré attaché aux images sensibles de l'époque baroque. Deux de ses poésies sont des plaidoyers mélancoliques adressés au roi sur son incarcération ou son exil. Cette expression de tristesse se retrouve dans son Ode sur la solitude qui allie des motifs classiques à une élégie au sujet du poète au milieu d'une forêt. Oublié à l’époque classique, Théophile de Viau a été redécouvert par les romantiques, au XIXe siècle, notamment par Théophile Gautier :

« C'est pour moi une affaire de cœur et presque de famille, et je ne vous laisserai aucun repos que vous n'ayez ployé le genou devant mon idole. - Je suis très-tolérant pour toute religion quelconque mais je suis très-fanatique et très intolérant à l'endroit du Théophile, et si vous n'y croyez pas comme moi je ne vois point de salut pour vous. »

## Esthétique
Théophile présente un « manifeste esthétique » à la fin de l'Élégie à une dame. Il se montre à la fois ambitieux et désinvolte, libertin et moderne.
Je veux faire des vers qui ne soient pas contraints,

Promener mon esprit par de petits desseins,

Chercher des lieux secrets où rien ne me déplaise,

Méditer à loisir, rêver tout à mon aise,

Employer toute une heure à me mirer dans l'eau,

Ouïr comme en songeant la course d'un ruisseau,

Écrire dans les bois, m'interrompre, me taire,

Composer un quatrain, sans songer à le faire.

Après m'être égayé par cette douce erreur,

Je veux qu'un grand dessein réchauffe ma fureur,

Qu'un œuvre de dix ans me tienne à la contrainte,

De quelque beau Poème, où vous serez dépeinte :

Là si mes volontés ne manquent de pouvoir,

J'aurai bien de la peine en ce plaisant devoir.

En si haute entreprise où mon esprit s'engage,

Il faudrait inventer quelque nouveau langage,

Prendre un esprit nouveau, penser et dire mieux

Que n'ont jamais pensé les hommes et les Dieux.
Dans Première journée, récit mêlé de nombreuses digressions à la manière de Montaigne, il proclame également l’exigence d'écrire à la moderne.
« 
Il faut que le discours soit ferme, que le sens y soit naturel et facile, le langage exprès et signifiant ; les afféteries ne sont que mollesse et qu’artifice, qui ne se trouve jamais sans effort et sans confusion. Ces larcins qu’on appelle imitation des Auteurs anciens se doivent dire des ornements qui ne sont point à notre mode. Il faut écrire à la moderne ; Démosthène et Virgile n’ont point écrit en notre temps, et nous ne saurions écrire en leur siècle ; leurs livres quand ils les firent étaient nouveaux, et nous en faisons tous les jours de vieux. »

## Œuvres importantes
- Pyrame et Thisbé, tragédie de 5 actes en alexandrins
- Traité de l'immortalité de l'âme, traduction libre du Phédon de Platon qui alterne prose et vers
- La Maison de Sylvie, suite de dix odes en hommage à ses derniers protecteurs[9]

## Éditions anciennes et modernes
L'édition collective des œuvres de Théophile de 1626 semblant perdue (et n'étant plus connue que par des contrefaçons), l'édition originale généralement retenue est celle parue en 1627 et 1628 chez Pierre Marniolles. Elle fut souvent reprise, notamment chez Antoine de Sommaville. La première édition critique moderne est celle de 1856 chez Alleaume.
- Œuvres complètes de Théophile, Tome I. Éd. M. Alleaume. Kraus reprint, 1995. (Première édition 1856).
- Œuvres complètes de Théophile, Tome II. Éd. M. Alleaume. Kraus reprint, 1995. (Première édition 1855).
- Théophile de Viau, Œuvres complètes, édition critique publiée par Guido Saba, Paris/Rome, Nizet/Edizioni dell'Ateneo, 1978-1987, 4 tomes.Tome I : Première partie, Les Œuvres du Sieur Théophile. Revues, corrigées, et augmentées. Troisième édition (1623), 1984, LXII-552 p.
Tome II : Seconde partie Seconde partie: Premiere journee ; Œuvres poetiques ; Les amours tragiques de Pyrame et Thisbe (1623), 1978, XL-268 p.
Tome III : Troisième partie : Recueil de toutes les pieces de Theophile, depuis sa prise jusques a present (1625) ; Apologie au roy (1625) ; Appendice des pieces non recueillies par l'auteur, 1979, LXII, 362 p.
Tome IV : Lettres françaises et latines : nouvelles œuvres de Theophile, composees d'excellentes lettres françaises et latines recueillies par Jean Mairet (1641), Lettres diverses; Appendice: Traduction des lettres latines, 1987, LXXVIII, 274 p.
- Théophile de Viau. Œuvres complètes éditées par Guido Saba. Éditions Honoré Champion, 1999.Tome I. Première partie. Traité de l’Immortalité de l’Âme ou la Mort de Socrate, Poésies, Larissa.
Tome II. Seconde Partie.Première Journée, Poésies, Les Amours tragiques de Pyrame et Thisbé, Tragédie. Troisième partie. Recueil de toutes les pièces faites par Théophile depuis sa prise jusqu’à présent [1625], Apologie au Roi, Lettre contre Balzac.
Tome III. Lettres françaises et latines, Nouvelles œuvres de Théophile, composées d’excellentes Lettres françaises et latines, recueillies par Jean Mairet [1641], Lettres diverses. Appendice: Pièces de Théophile, ou qui lui ont été attribuées, et qu’il n’a pas recueillies dans ses Œuvres de son vivant. Traductions des textes latins de Théophile.
- Après m’avoir fait tant mourir, Œuvres choisies de Théophile de Viau, éditées par Jean-Pierre Chauveau. Gallimard, coll. « Poésie », 2002.
- Ici mon désir est ma loi, poèmes de Théophile de Viau choisis et présentés par François Boddaert, éditions de la Différence, coll. « Orphée », 2012.
- Les Amours tragiques de Pyrame et Thisbé, présentation par Bénédicte Louvat-Molozay et Guillaume Peureux, GF/Flammarion, 2015.
- Les recueils collectifs de poésies libres et satiriques publiés depuis 1600 jusqu'à la mort de Théophile (1626), par Frédéric Lachèvre, Honoré Champion Éditeurs, Paris, 1914. Supplément, 1922.
- Le procès du poète Théophile de Viau (11 juillet, 1623 - ler septembre, 1625). Publication intégrale des pièces inédites des Archives nationales. Honoré Champion Éditeurs, Paris, 1909. Tome I, Tome II.